# Domez (Zamora)
Domez es una localidad española del municipio de Gallegos del Río, en la provincia de Zamora y la comunidad autónoma de Castilla y León.

## Etimología
Antiguamente se denominaba «Lavillanal», cuyo significado era la denominación del avellano en leonés, con el artículo femenino aglutinado. Este hecho no resultaría extraño, ya que en la Edad Media era bastante común en el área leonesa el empleo de nombres de árboles o plantas para denominar a las localidades que se fundaban, y así nos encontramos Manzanal, Ahigal, Luelmo, Moral, Moralina, Moraleja, Cerezal, Carbajosa, La Fregeneda, etc.

## Historia

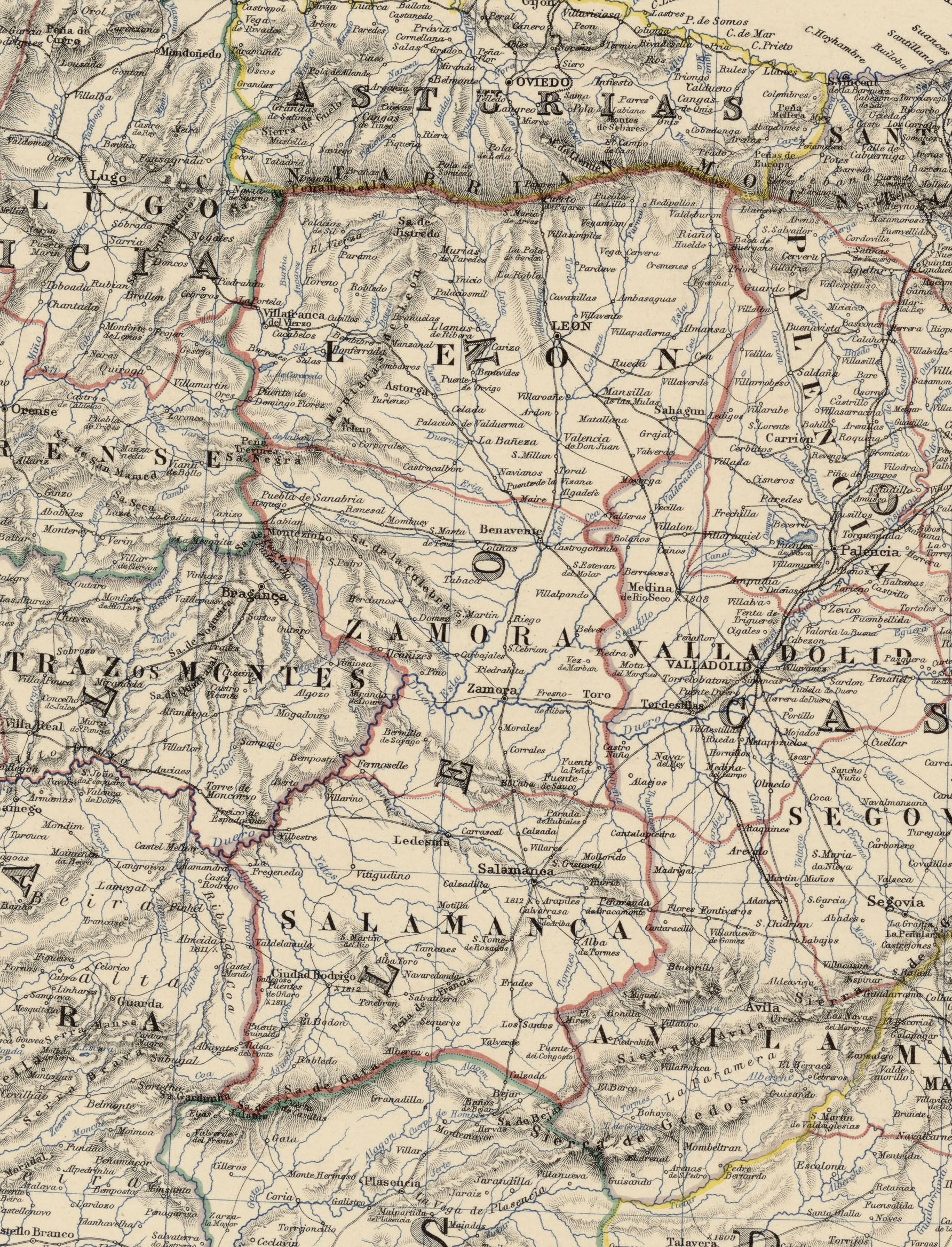
Detalle del mapa Spain & Portugal, realizado en 1864 por Keith Johnston, en el que se puede observar Domez

En el año 1171 el rey Fernando II de León concedió la villa de Dómez al Monasterio de Moreruela. Esta donación tuvo lugar en un contexto de dificultad, ya que las comarcas de Alba y Aliste fueron área de conflicto entre los reinos leonés y portugués en los siglos XII y XIII. No obstante, tras el Tratado de Alcañices la situación se tranquilizó y a inicios del siglo XIII, la zona quedó definitivamente integrada en el Reino de León, pacificándose la frontera y finalizando los conflictos medievales por su control.
Durante la Edad Moderna, Domez estuvo integrado en el partido de Carbajales de Alba de la provincia de Zamora, tal y como reflejaba en 1773 Tomás López en Mapa de la Provincia de Zamora. 
Ya en la Edad Contemporánea, con la creación de las actuales provincias en 1833, Domez fue adscrito a la provincia de Zamora, dentro de la Región Leonesa, la cual, como todas las regiones españolas de la época, carecía de competencias administrativas. Un año después quedó integrado en el partido judicial de Alcañices. Asimismo, en torno a 1850, Dómez perdió la condición de municipio, pasando a integrarse en el de Gallegos del Río.
Domez dependió del partido judicial de Alcañices hasta que este fue suprimido en 1983 y sus municipios traspasados para engrosar el Partido Judicial de Zamora. Tras la constitución de 1978, Domez pasó a formar parte en 1983 de la comunidad autónoma de Castilla y León, en tanto localidad de un municipio integrado en la provincia de Zamora.

## Fiestas
La fiesta patronal es el 6 de agosto, día de los Santos Justo y Pastor, también conocidos como los Santos Niños.